# Santioapan
Santioapan är en ort i Mexiko.   Den ligger i kommunen Cuetzalan del Progreso och delstaten Puebla, i den sydöstra delen av landet, 180 km öster om huvudstaden Mexico City. Santioapan ligger 537 meter över havet och antalet invånare är 328.
Terrängen runt Santioapan är huvudsakligen kuperad, men åt nordost är den platt. Runt Santioapan är det tätbefolkat, med 383 invånare per kvadratkilometer. Närmaste större samhälle är Olintla, 19,6 km väster om Santioapan. I omgivningarna runt Santioapan växer huvudsakligen savannskog.